# Brahekyrkan
Brahekyrkan (tidigare Ströja kyrka) är en kyrkobyggnad belägen på ön Visingsö i sjön Vättern. Den är församlingskyrka i Visingsö församling, Jönköpings kommun, Växjö stift.

## Kyrkobyggnaden
Under 1100-talet uppfördes två romanska kyrkor på Visingsö, dels Kumlaby kyrka som fortfarande finns kvar i delvis ursprungligt skick, dels Ströja kyrka som hade rang av kungarnas och aristokratins kyrka. Det var på Ströja kyrkas grund med bevarande av tornet som greve Per Brahe d. ä.:s son Magnus Brahe åren 1623–1636 uppförde den ståtliga kyrkan i renässans och barock som ett monument över Braheätten. Eftersom Magnus Brahe avled innan byggnadsverket var helt färdig färdigställde hans brorson Per Brahe d. y. den nya slotts- och gravkyrkan som Visingsborgs slottskyrka.
Det bevarade romanska västtornet från Ströja kyrka som är uppfört i sandsten består av tre våningsplan. I bottenvåningen är vapenhuset med sitt dekorerade tunnvalv beläget. Ingången utgörs av en praktfull portal uppförd 1653 som kröns av greveparet Brahe och Stenbocks vapensköldar i relief. Mellanvåningen som antas varit antingen ett herrskapsgalleri med utsikt mot kyrkorummet eller ett mindre kapell är numera öppen upp till den tidigare klockvåningen, det vill säga tredje våningen. Klockvåningen är försedd med olikt utformade romanska ljudöppningar i de fyra väderstrecken. I stället för kyrkklockor är tornuret med tillhörande slagverk inrymt i den forna klockvåningen. Under 1670-talet förhöjdes tornet och fick sin nuvarande lanternin med spetsig spira krönt av en förgylld korsglob.
Långhuset med avslutande rundarmat kor i öster uppfördes efter renässanstidens ideal som ett treskeppigt kryssvälvt kyrkorum med stickbågiga utvändigt gallerförsedda fönster. Vid norra sidan nära västtornet är sakristian belägen. Det material som användes var lerskiffer, sand- och kalksten från orten. Valven av kalkstensflis bärs upp av åttkantiga pelare i huggen kalksten. Förmodligen var kyrkans yttertak tidigare beklätt med spån. Men 1680 bekostade Per Brahes syster Kristina ett koppartak.
Ursprungligen hängde kyrkklockorna i västornet. Per Brahe skänkte till kyrkan en storklocka, som tyvärr inte fick plats i den medeltida klockvåningen. Följaktligen byggdes en klockstapel ett trettiotal meter väster om kyrkan. Klockstapeln är uppförd i trä och spånklädd. Klockhuset kröns av fyra spetsiga gavlar och en åttkantig takryttare med spira. I stapeln hänger tre klockor. Storklockan bär årtalet 1672, mellanklockan 1826 och lillklockan 1910.

## Interiör
Kyrkans interiör uppvisar en enastående rikedom av målningar, konstverk och skulpturer. I vapenhusets tunnvalv togs 1930 målningar från 1400-talet fram. De består av tjugo rundlar. Tyvärr är endast ett par av rundlarnas bildmotiv bevarade. De anses utförda av en Mäster Amund som var verksam i församlingarna kring Vättern med omnejd. Sakristian ståtar med en rikt smidesbeslagen dörr från Ströja kyrka. Ursprungligen har den troligen varit kyrkport på sydsidan i den medeltida kyrkan. Den fick sin nuvarande plats vid uppförande av den nya kyrkan 1623–1636.
Hovkonterfejaren Johan Werner d.ä. var flitigt verksam vid utsmyckningen av kyrkans interiör. 1637 snidade han en Kristusbild som i dag har sin plats nära altaret. Kristusbilden följdes av en skulptursvit omfattande tolv apostlagestalter. Förutom skulpturer målande han ett flertal tavlor samt epitafier.
Under 1660-talet nådde den kyrkliga prakten sin höjdpunkt som avspeglar svensk stormaktstid i kyrkorummet. Ledare för inredningsarbetet var Johan Werner d.y. Werner utförde även kalkmålningarna i valven i form av banderoller med bibelspråk. I takets målningsskrud ingick även Per Brahes första fru Kristina Katarina Stenbocks släktträd och i mittvalvet östra kappa ses släkten Brahes vapen med omgivande text. Högklassiga inventarier i renässans anskaffades i form av skulpturer som pryder korskrank, läktare och grevebänkarna. 1669 blev kyrkans pelare dekorerade med de unika tavlorna i metall med bibliska motiv. De 34 tavlorna är utförda av mässingslagraren Åke Witzell, Stockholm. (Två av dessa tavlor finns numera i Kumlaby kyrka).
Koret domineras av en praktfull altaruppsats i tre avsatser utförd 1634. Den översta avsatsen skildrar Marie bebådelse. Mittbilden har som motiv: Jesu uppståndelse. Den nedre delen Nattvarden. Målningarna är sannolikt utförda av Johan Werner d. ä. Uppsatsen har 1644, 1650,1662 kompletterats med reliefer och kolonner. Predikstolen som är ett utsökt renässansarbete är tillverkad 1627 och skänkt till kyrkan av kyrkans byggherre Magnus Brahe och hans hustru Helena Bielke. Den sexsidiga korgen är utförd i ek och dekoren utgörs av intarsia. Predikstolen är ett verk av en snickare Jackobus från Åbo.
Kyrkorummet äger även en rik konstsamling. Ett flertal av dessa är utförda av Johan Werner d.ä. Några av dessa har följande motiv: Kristi törnekröning, Kristus inför Pilatus, Vandringen till Golgata och Korsfästelsen. Utöver Werners konst finns exempelvis en Pietà i olja av en okänd konstnär intill predikstolen. Södra väggen pryds av Maria med barnet och Johannes, med språkband även dessa är verk av okända mästare. Bland de äldsta inventarierna återfinns två Birgittabilder. Den ena skulpturen som pryder kyrkorummet dateras till 1400-talets andra hälft och den andra som förvaras i sakristian har tillverkats under 1500-talet. Allra äldst är emellertid den medeltida dopfunten i sandsten från Ströja kyrka daterad till 1160-talet. Den har en fyrsidig cuppa med släta sidofält som bär upp av en pelare med repstav som vilar på en fyrsidig fot.

## Orglar[12]
- Den första orgeln som omnämns hade åtta stämmor och byggdes enligt uppgift 1635–1637 av orgelbyggaren Per Jönsson, Skänninge.
- Ett positiv omtalas i kyrkans inventarieförteckning 1688. Det hade sju stämmor och var byggt av Nicolaus Manderscheidt, Nürnberg 1634. Det skänktes hit 1666 av Per Brahe den yngre och kom då från Polen. Positivet hade överförts från Visingsborgs slott till kyrkan. Positivet lånades ut 1691–1772 till Slottskapellet, Jönköping.[13] Så småningom kom det att få sin plats i Bjurums kyrka i Västergötland. Positivet finns nu på Västergötlands museum, Skara.
- 1789 eller 1797 ersattes kyrkans orgel av en ny med 15 eller 17 stämmor, byggd av Lars Strömblad från Falköping.
- Den orgel som numera är i bruk är byggd 1931 av Åkerman & Lund Orgelbyggeri, Sundbybergs stad. Den har två manualer, pedal och 14 stämmor. Fasaden från Strömblads orgel 1797 har bibehållits. Orgeln är pneumatisk.

| Manual I            | Manual II           | Pedal      | Koppel    |
| Borduna 16’         | Basetthorn 8’       | Subbas 16’ | I/P       |
| Principal 8’        | Rörflöjt 8’         | Ekobas 16’ | II/P      |
| Flûte harmonique 8’ | Salicional 8’       |            | II/I      |
| Gamba 8’            | Voix céleste 8’     |            | I 4'/I    |
| Oktava 4'           | Flûte octaviante 4' |            | II 16'/I  |
| Cornett 3 chor      | Waldflöjt 2'        |            | II 16'/II |
| Trumpet 8'          |                     |            |           |

### Kororgel
- 1970 flyttades en orgel hit från Kumlaby kyrka, Visingsö. Den byggdes 1953 av Olof Hammarberg, Göteborg. Den är mekanisk. Den står inte längre kvar i kyrkan.

| Manual        | Pedal   |
| Gedackt 8’    | Bihängd |
| Rörflöjt 4’   |         |
| Principal 2’  |         |
| Scharf 2 chor |         |

## Braheättens gravvalv
1634 iordningställdes gravvalvet för Braheätten i kyrkorummet. Det fick sin slutliga utformning 1651 i samband med Kristina Katarina Stenbocks begravning. Gravvalvet upptar en stor del av södra sidoskeppet intill koret. Monumentet som är en ingång till gravkammaren skapades av mäster Börje Eriksson. Det är uppfört i kalksten och marmor. I mitten återfinns Brahes och Stenbocks vapensköldar, däröver ett änglahuvud samt allra överst ett krucifix. Krucifixet flankeras av skulpturer av greven och grevinnan. Över ingången finns en inskription med greveparets levnadsdata på latin. Per Brahes dödsår saknas eftersom hans stoft gravsattes i Östra Ryds kyrka, Uppland.

## Bilder

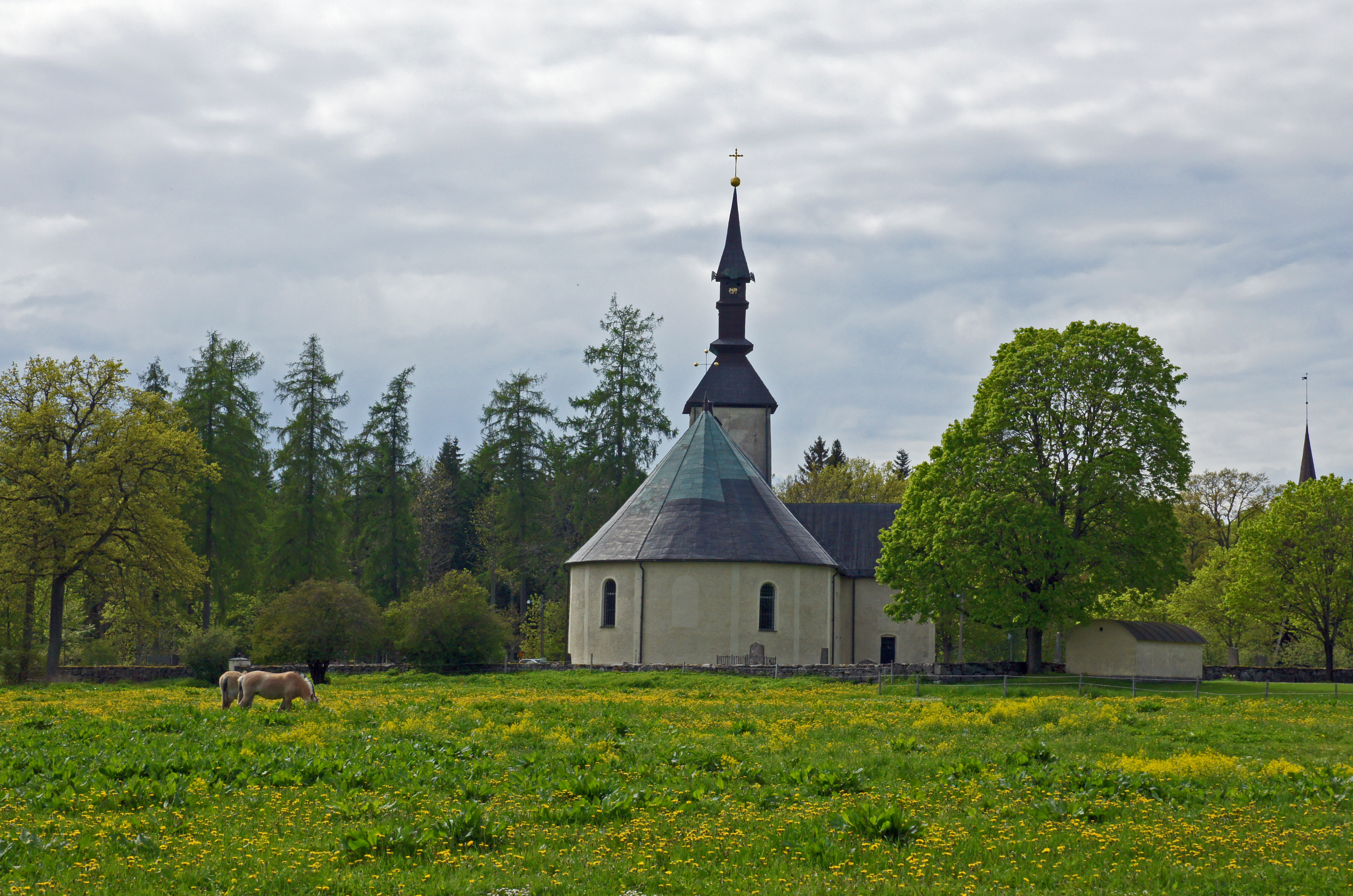
Brahekyrkan från öster.
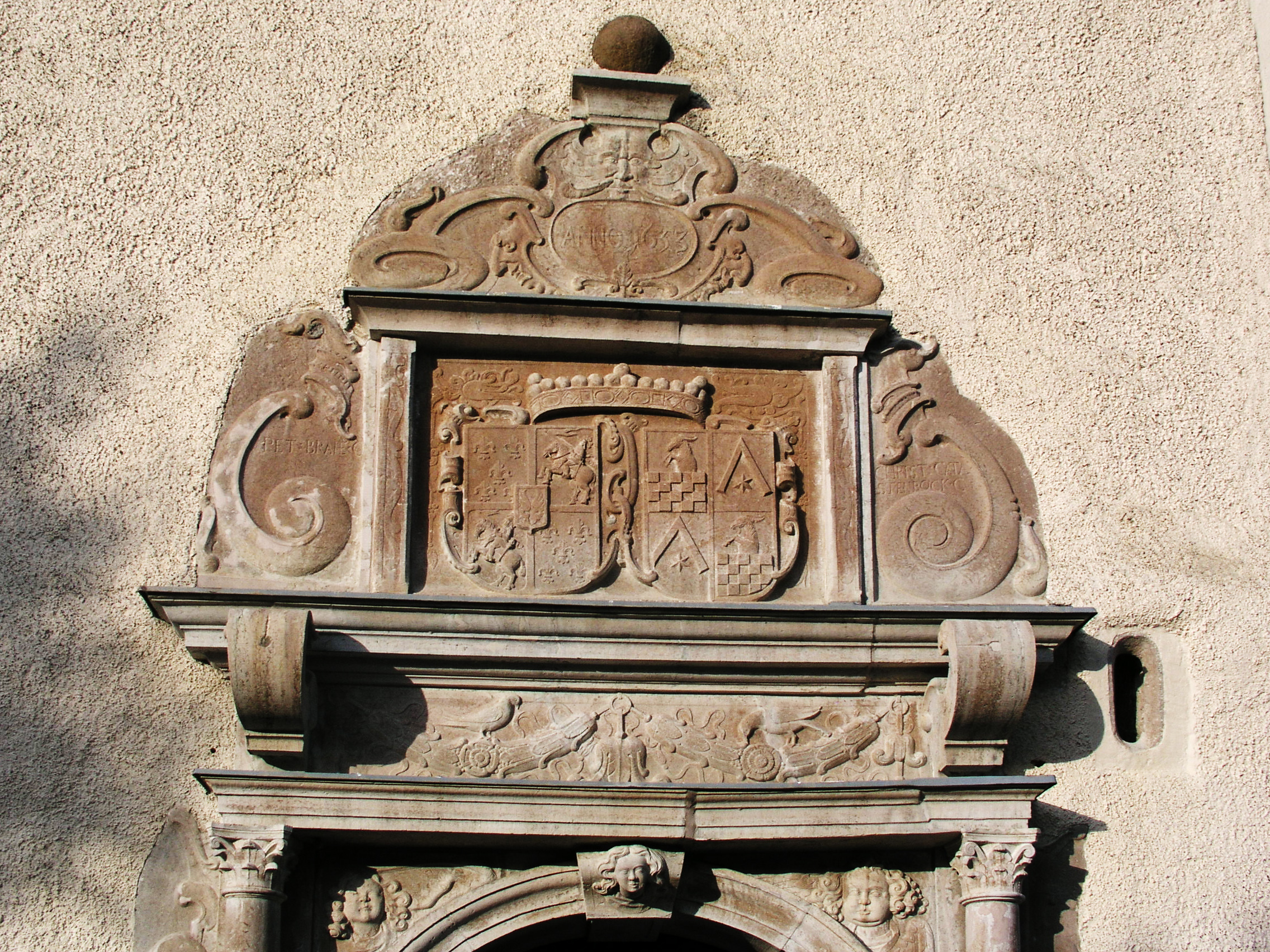
Brahe och Stenbocks vapen i relief.
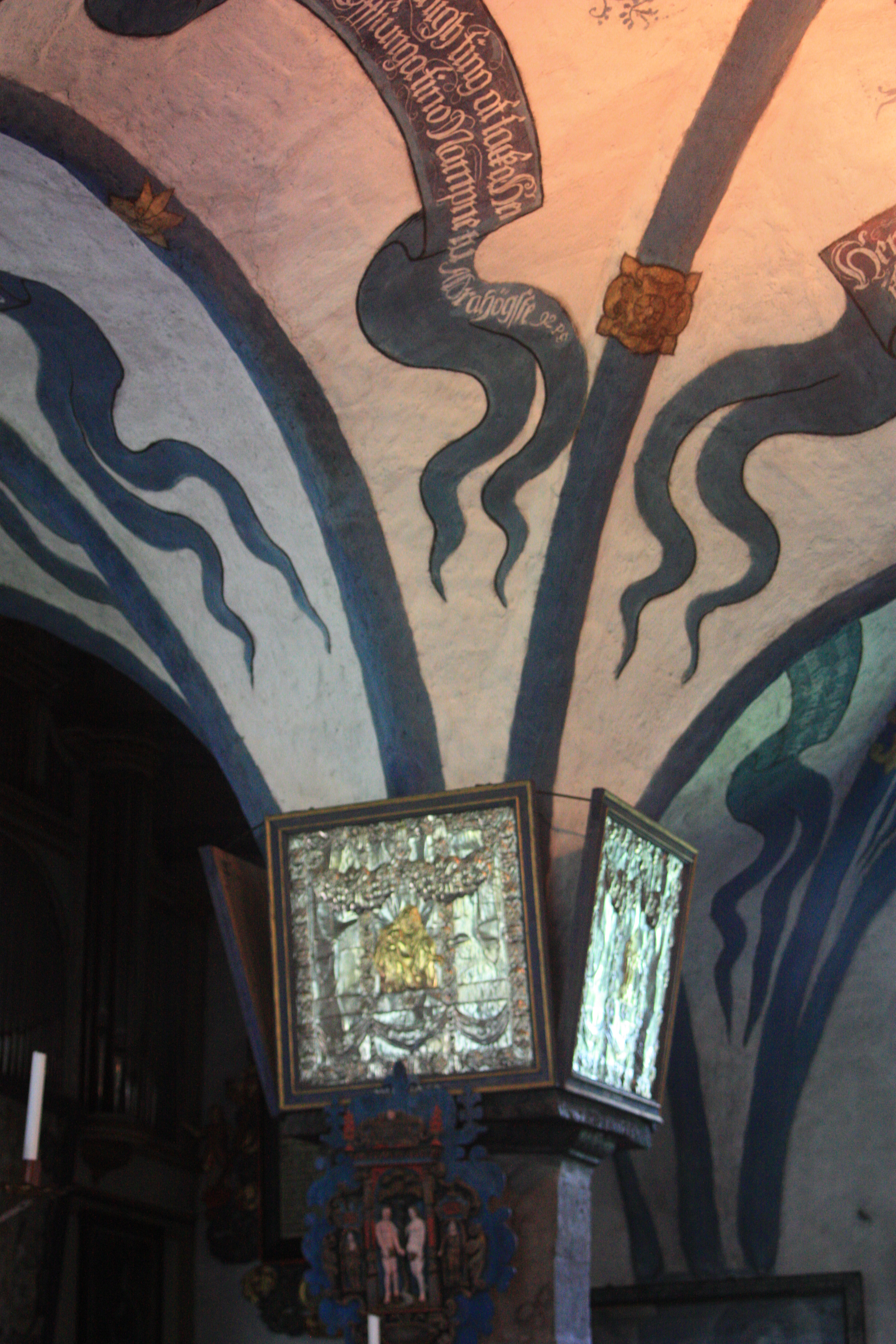
Pelarnas metalltavlor.
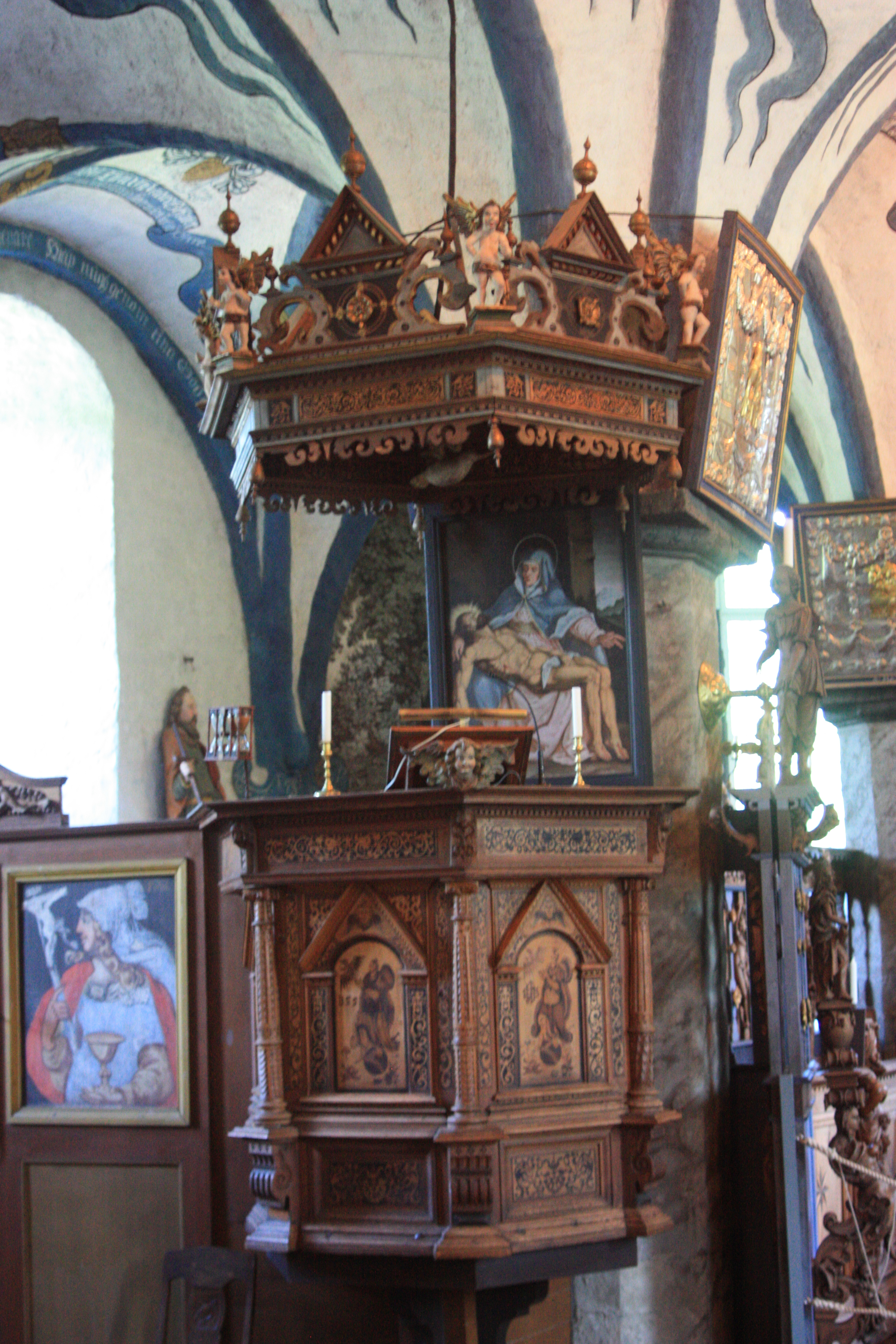
Predikstolen.
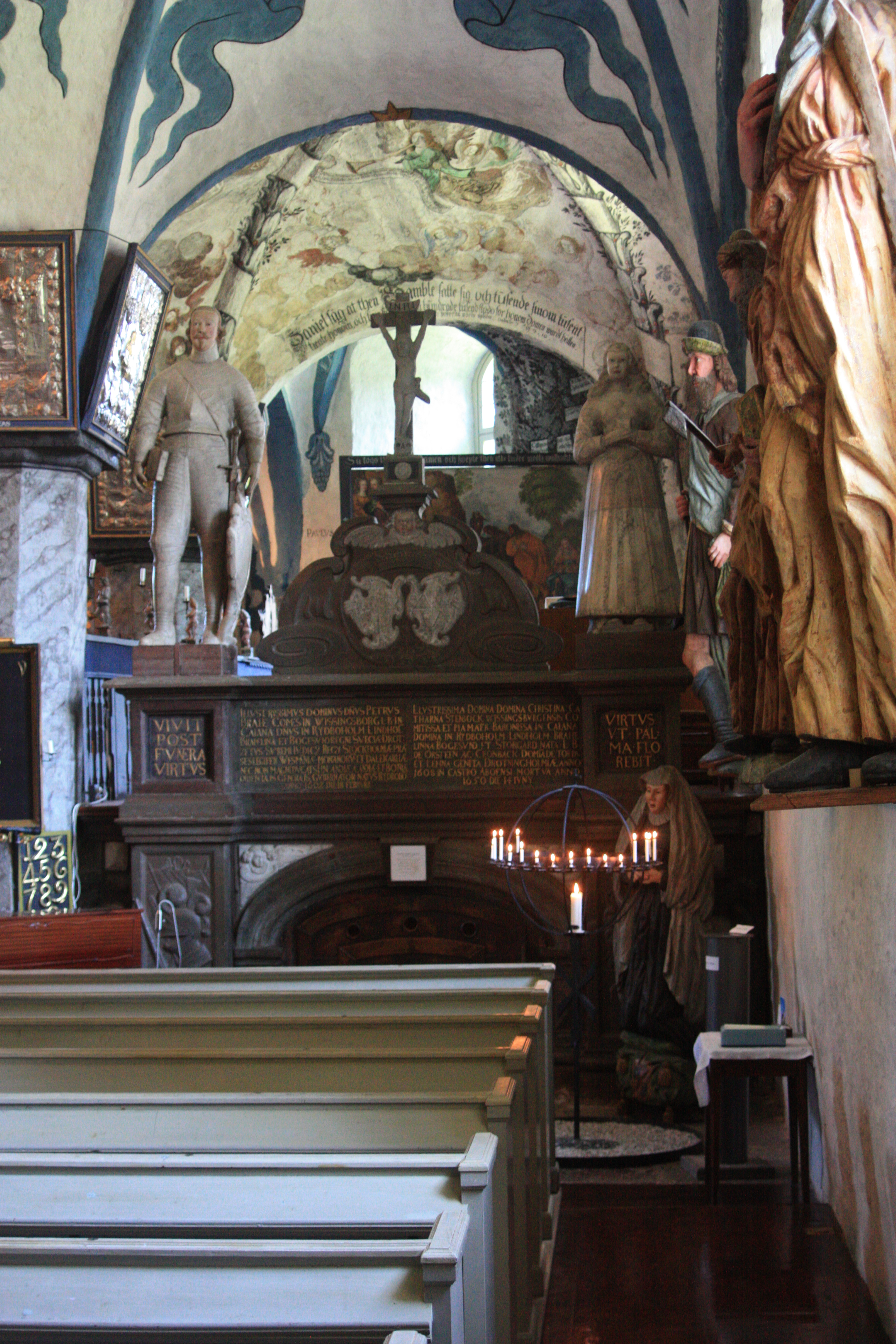
Braheättens gravvalv.
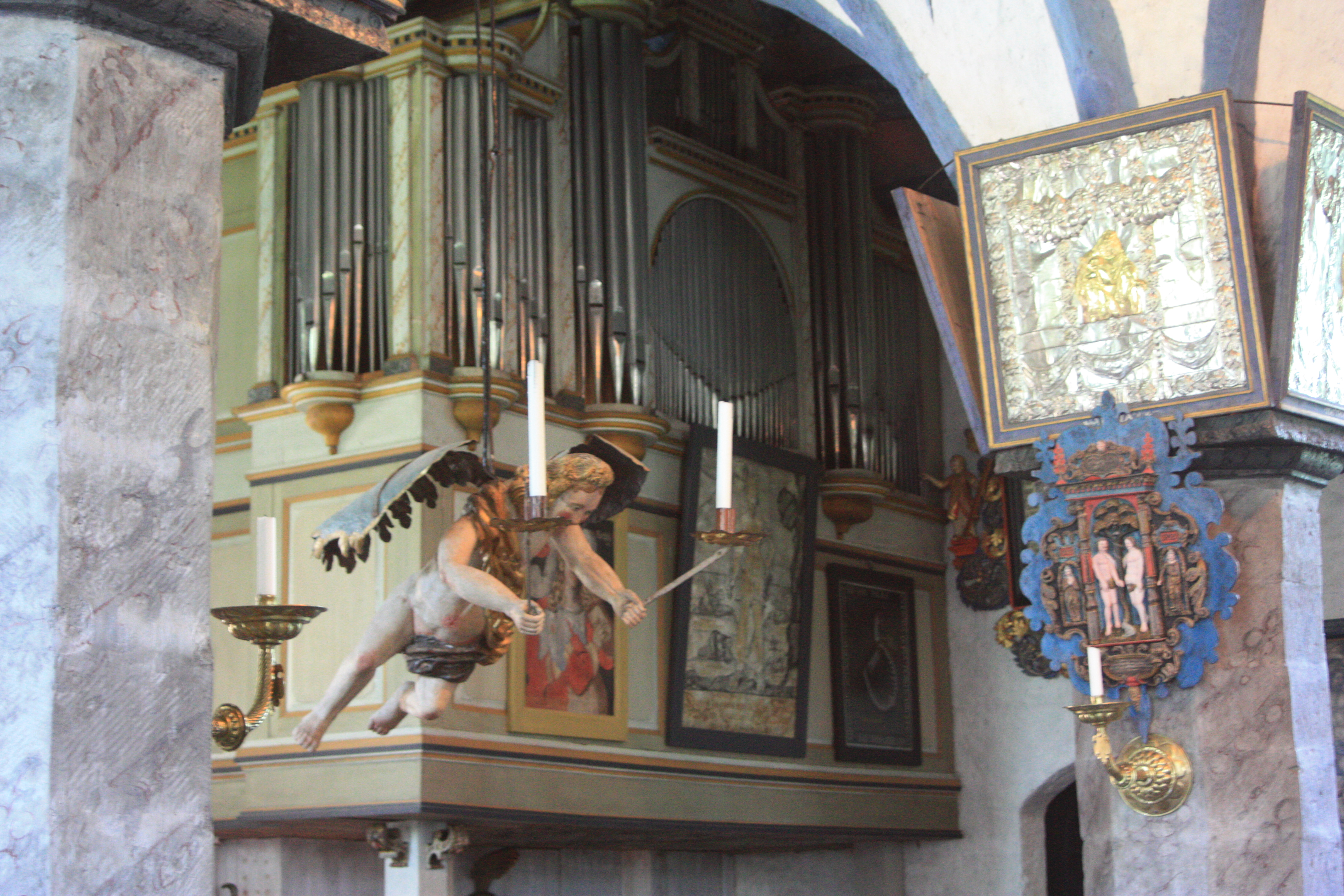
Läktarorgeln.
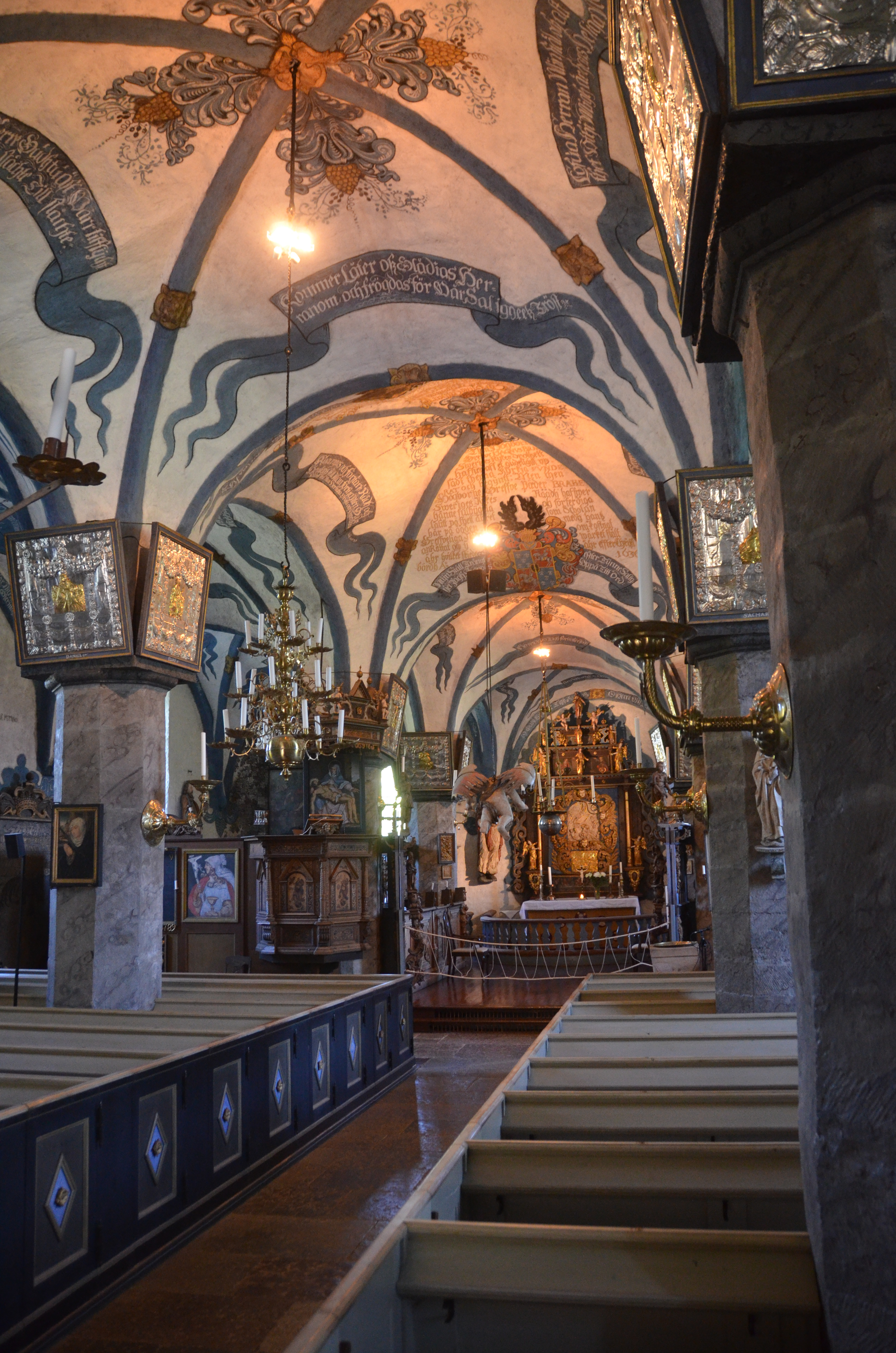
Mittskepp
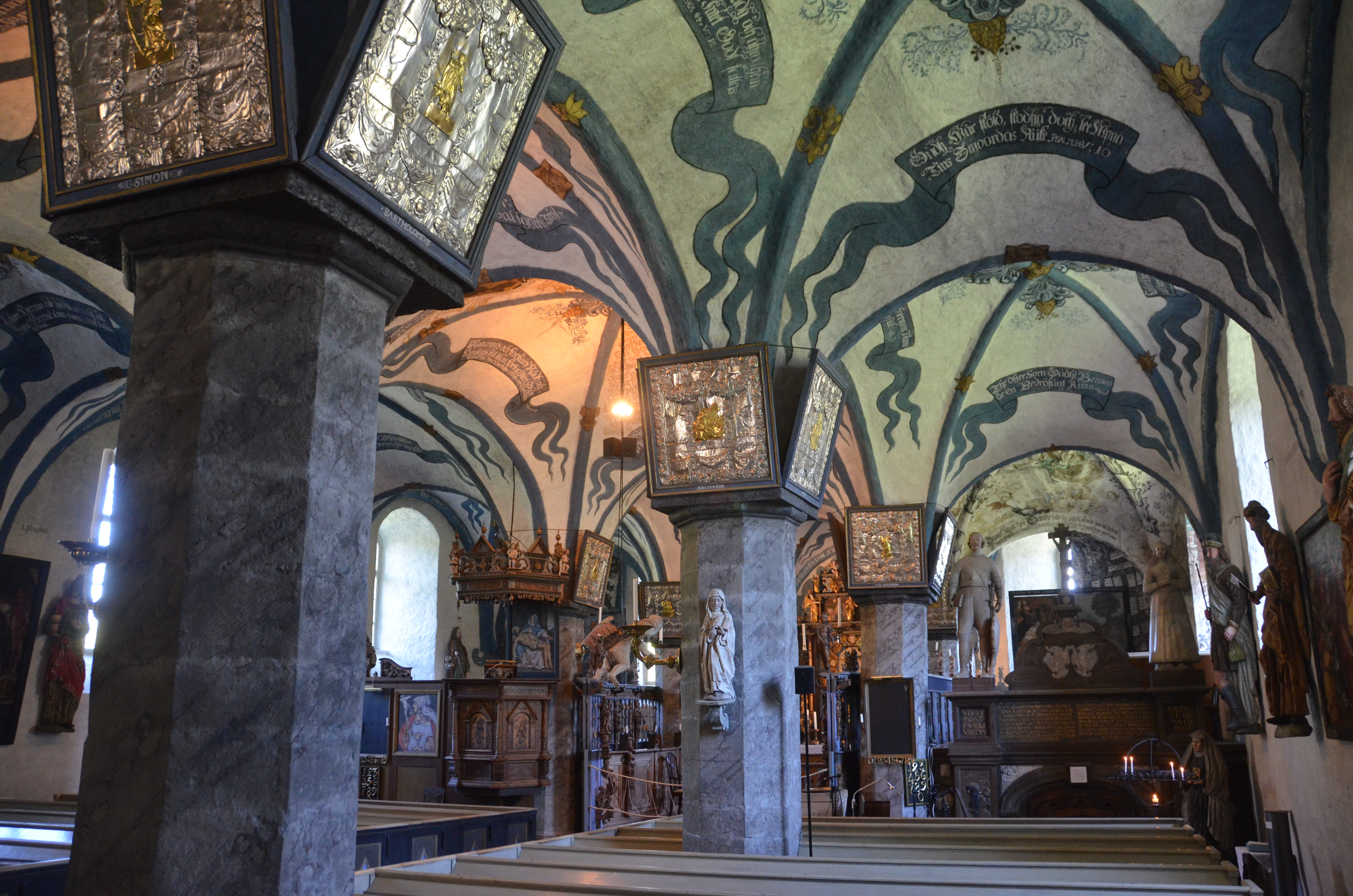
Sidoskepp